# Joel Antônio Martins
Joel Antônio Martins (23. november 1931 – 1. januar 2003) var en brasiliansk fodboldspiller, der med Brasiliens landshold vandt guld ved VM i 1958 i Sverige. Han spillede brasilianernes to første kampe i turneringen.
Martins spillede på klubplan primært for Flamengo i hjemlandet. Han havde også et ophold hos Valencia CF i Spanien.